# Плаче
Плаче (словен. Plače) — невелике поселення в долині річки Віпава в общині Айдовщина. Висота над рівнем моря: 143,7 метрів.